# Léon Gontier
Pour les articles homonymes, voir Gontier.
Léon Gontier, né le 19 janvier 1886 à Amiens et mort le 31 décembre 1944 à Neuengamme, est un militant socialiste et un Résistant amiénois, déporté en Allemagne en juillet 1944.

## Biographie
Léon Gontier était chef de service à la préfecture de la Somme, militant socialiste (membre de la direction départementale de la SFIO), syndicaliste et franc-maçon. Il fut le dernier vénérable de la loge Picardie avant la Seconde Guerre mondiale. Il était dans l'entre-deux-guerres président de la section d'Amiens de la Ligue des droits de l'homme. Pendant l'exode, en mai 1940, il partit en Normandie puis rentra à Amiens.

### Un Résistant de la première heure
Il fit partie du petit nombre de personnes qui se réunirent dès août 1940 pour résister à l'occupant. Il entreprit de reconstituer clandestinement la Fédération SFIO de la Somme et en devint le secrétaire fédéral.
En 1941, il fut l'un des cofondateurs du groupe de résistance Libération-Nord à Amiens. Il fut également membre du réseau Brutus chargé du renseignement, fournit des faux papiers aux réfractaires, fit circuler tracts et journaux clandestins. Ce fut un véritable chef qui guida de nombreuses actions contre l'armée d'occupation allemande jusqu'à son emprisonnement.

### Arrestation et détention
Plusieurs fois inquiété, il fut arrêté à Paris, à la gare du Nord, le 13 janvier 1944 et fut incarcéré à Amiens, à la prison de la route d'Albert.
Le 18 février 1944, la RAF lança l'Opération Jéricho, c'est-à-dire le bombardement de l'entrée de la prison d'Amiens. Dix-huit bombardiers légers de Havilland DH.98 Mosquito visèrent les murs de la maison d'arrêt pour libérer des membres importants de la Résistance, dont Léon Gontier. Il se distingua alors par son courage en aidant les personnes blessées et ensevelies à gagner la sortie, malgré les pressions de son entourage qui l'incitaient à fuir. Il resta, de ce fait, prisonnier des Allemands.

### Déportation
Transféré au camp de Royallieu à Compiègne dans l'Oise, il fut ensuite déporté, le 28 juillet 1944 (1 250) au camp de concentration de Neuengamme, en Allemagne, où il mourut le 31 décembre 1944 (matricule: 40 469).

## Hommages posthumes
- Il fut fait chevalier de la Légion d'honneur.
- Il fut décoré de la Croix de guerre 1939-1945.
- La place de la Maison de la culture d'Amiens porte le nom de Léon Gontier.

## Pour approfondir